# Polen-Rundfahrt 1965
Das Etappenrennen Polen-Rundfahrt 1965 führte vom 1. bis 8. August über neun Etappen. Gesamtsieger wurde Józef Beker. Es war die 22. Austragung der Polen-Rundfahrt.

## Teilnehmer
Am Start standen 104 Radrennfahrer. Mit Nationalteams waren Polen, Belgien, Bulgarien und die Tschechoslowakei vertreten. Dazu kamen einige polnische Vereinsmannschaften. Die Teams bestanden aus jeweils sechs Fahrern. 82 Fahrer beendeten das Rennen.

## Rennen
Veranstalter war der polnische Radsportverband (PZKol). Die Gesamtdistanz betrug 1.318 Kilometer, wobei es keinen Ruhetag gab. Neben der Einzelwertung gab es eine Mannschaftswertung und eine Wertung für den aktivsten Fahrer.

## Etappen
Die Rundfahrt führte über insgesamt neun Etappen mit einem Einzelzeitfahren.
1. Etappe Warschau–Grunwald 191 km: Sieger Adam Gęszka, Polen
2. Etappe Brodnica–Kowalewo Pomorskie 39 km (Einzelzeitfahren): Tadeusz Zadrożny, Polen
3. Etappe Kowalewo Pomorskie–Konin 145 km Sieger Józef Staroń, Polen
4. Etappe Głogów–Zgorzelec 126 km: Sieger Daniël Renard, Belgien
5. Etappe Zgorzelec–Wałbrzych 162 km: Sieger Tadeusz Zadrożny, Polen
6. Etappe Wałbrzych–Świdnica 162 km: Sieger Tadeusz Zadrożny, Polen
7. Etappe Świdnica–Świdnica 72 km: Sieger Władysław Kozłowski, Polen
8. Etappe Świdnica–Kalisz 201 km: Sieger Janusz Janiak, Polen
9. Etappe Kalisz–Łowicz 170 km: Sieger Manfred Matuszewski, Polen

## Gesamtwertungen

### Einzel (Gelbes Trikot)
Józef Beker gewann die Rundfahrt, ohne selbst einen Etappensieg errungen zu haben.
| Platz | Name                | Mannschaft | Zeit       |
| ----- | ------------------- | ---------- | ---------- |
| 1.    | Józef Beker         | Polen      | 32:32:43 h |
| 2.    | Jerzy Mikołajczyk   | Polen      | + 0:42 min |
| 3.    | Władysław Kozłowski | Polen      | + 3:16 min |
| 4.    | Zygmunt Hanusik     | Polen      | + 3:50 min |
| 5.    | Marian Forma        | Polen      | + 3:52 min |
| 6.    | Stanisław Gazda     | Polen      | + 4:54 min |

Bester ausländischer Fahrer wurde der Belgier Maveau auf dem 27. Rang.

### Mannschaftswertung
Die Mannschaftswertung gewann das Team CRZZ I.